# Elba (village, New York)
Pour les articles homonymes, voir Elba.
Ne doit pas être confondu avec Elba (New York).
Elba est un village situé dans le comté de Genesee, dans l'État de New York, aux États-Unis,. En 2010, il comptait une population de 676 habitants.

## Démographie
Lors du recensement de 2010, le village comptait une population de 676 habitants. Elle est estimée, en 2019, à 639 habitants.